# 605 pr. n. št.

## Smrti
- Nabopolasar, prvi kaldejski kralj (* okoli  658 pr. n. št.)